# Ferrovia Pavia-Alessandria
La ferrovia Pavia-Alessandria è una linea ferroviaria secondaria italiana lunga 63 km, che collega le città di Pavia, in Lombardia, e di Alessandria, in Piemonte. È gestita da Rete Ferroviaria Italiana.

## Storia
| Tratta                        | Inaugurazione  | Note                                       |
| ----------------------------- | -------------- | ------------------------------------------ |
| Valenza - Alessandria         | 5 giugno 1854  | Parte della linea Alessandria-Novara-Arona |
| Torreberetti - Cava-Carbonara | 5 gennaio 1862 |                                            |
| Cava-Carbonara - Pavia        | 10 maggio 1862 |                                            |

## Traffico
La linea è percorsa da treni regionali di Trenord in servizio sulla relazione Pavia-Torreberetti-Alessandria, a cadenza oraria; fermano in tutte le stazioni ad eccezione di Cava-Carbonara tutte le corse tranne una, che effettua tutte le fermate. Il tratto tra Torreberetti ed Alessandria è servito anche dai treni regionali di Trenitalia che collegano Alessandria e Novara, da alcuni treni regionali di Trenord che collegano Alessandria con la stazione di Milano Porta Genova e, solo tra Valenza e Alessandria, dai treni regionali di Trenitalia che collegano Alessandria e Chivasso.
Pavia ed Alessandria sono collegate anche da treni RegioExpress, sempre di Trenord, che collegano Alessandria con la stazione di Milano Centrale e seguono un percorso differente, attraverso Voghera e Tortona, sfruttando le linee Milano-Genova ed Alessandria-Piacenza.

## Caratteristiche
Il tratto tra Pavia e Torreberetti è a binario singolo e non elettrificato; tra Pavia e Cava-Carbonara il percorso è in comune con la ferrovia Vercelli-Pavia. Il tratto tra Torreberetti e Alessandria è invece a doppio binario, elettrificato alla tensione di 3000 V in corrente continua ed in comune con la ferrovia Novara-Alessandria e, solo tra Alessandria e Valenza, anche con la ferrovia Chivasso-Alessandria. Lo scartamento è quello ordinario di 1 435 mm.
Attualmente è in corso di studio l'elettrificazione della tratta tra Pavia e Torreberetti.

### Percorso
| Continuation backward |

|  | Unknown route-map component "ABZg+l" | Unknown route-map component "CONTfq" |

| Station on track |

| Unknown route-map component "hKRZWae" |

|  | Unknown route-map component "ABZgl" | Unknown route-map component "CONTfq" |

|  | Unknown route-map component "eABZg+l" | Unknown route-map component "exCONTfq" |

| Station on track |

| Unknown route-map component "CONTgq" | Unknown route-map component "ABZgr" |  |

| Stop on track |

| Stop on track |

| Unknown route-map component "HSTeBHF" |

| Small bridge over water |

| Unknown route-map component "SKRZ-Ao" |

| Stop on track |

| Station on track |

| Unknown route-map component "HSTeBHF" |

| Small bridge over water |

| Station on track |

| Unknown route-map component "uexCONTgq" | Unknown route-map component "emKRZ" | Unknown route-map component "uexCONTfq" |

| Unknown route-map component "HSTeBHF" |

| Unknown route-map component "eHST" |

| Unknown route-map component "CONTgq" | Unknown route-map component "ABZg+r" |  |

| Station on track |

| 0+000  |
| 18+618 |

| Unknown route-map component "hKRZWae+GRZq" |

| Unknown route-map component "eHST" |

| Unknown route-map component "CONTgq" | Unknown route-map component "ABZg+r" |  |

| Station on track |

| Enter and exit tunnel |

| Stop on track |

| Unknown route-map component "SKRZ-Au" |

| Unknown route-map component "CONTgq" | Unknown route-map component "ABZg+r" |  |

| 0+000  |
| 88+522 |

| Unknown route-map component "hKRZWae" |

| Station on track |

| Unknown route-map component "CONTgq" | Unknown route-map component "ABZgr" |  |

| Continuation forward |

### Bibliografiche
1. ↑   Ufficio Centrale di Statistica delle Ferrovie dello Stato, Prospetto cronologico dei tratti di ferrovia aperti all'esercizio dal 1839 al 31 dicembre 1926, su Trenidicarta.it, Alessandro Tuzza, 1927. URL consultato il 16 ottobre 2014.
2. ↑   L'impegno di RFI nell'elettrificazione - Instagram, su www.instagram.com. URL consultato il 12 ottobre 2024.
3. ↑  Ferrovie dello Stato, Circolare Compartimentale del Compartimento di Torino 12/1996
4. ↑  Ferrovie dello Stato, Circolare Compartimentale del Compartimento di Torino 14/2003